# Mine d'argent d'Ikuno
 (février 2017).
Si vous disposez d'ouvrages ou d'articles de référence ou si vous connaissez des sites web de qualité traitant du thème abordé ici, merci de compléter l'article en donnant les références utiles à sa vérifiabilité et en les liant à la section « Notes et références ».
La mine d'argent d'Ikuno (生野銀山, Ikuno Ginzan) est une célèbre exploitation minière située à Asago dans la préfecture de Hyōgo au Japon.
Fondée en 807, elle continue d'être exploitée jusqu'en 1973 et est aujourd'hui ouverte au public (150 000 visiteurs chaque année). Durant sa période d'activité, la mine ne produit pas uniquement de l'argent mais plus de 70 types de minerais dont de l'or, du cuivre, du plomb, du zinc et de l'étain. La longueur totale des tunnels est de 350km et le plus profond se situe à 880 m de profondeur.

## Histoire
Selon la tradition, la mine est découverte en 807. En 1542, durant la période Muromachi, Yamana Suketoyo y découvre une riche veine d'argent et l'exploitation à grande échelle commence. Le minage continue à l'époque d'Oda Nobunaga et de Toyotomi Hideyoshi. Durant le shogunat Tokugawa, des magistrats sont nommés pour superviser la mine. Au début de la période Kyōhō en 1716, des gouverneurs  sont nommés pour remplacer les magistrats et la mine entre dans une nouvelle période de prospérité.
Après la restauration de Meiji de 1868, la mine devient la propriété du gouvernement. L'ingénieur français Jean Francisque Coignet est engagé pour moderniser et mécaniser la mine, en même temps que ses compatriotes André Bossi et François Alain, avec la construction, par exemple, de voies ferrées dans les tunnels de la mine.
En 1889, la mine est déclarée propriété impériale. Sept ans plus tard, en 1896, elle est vendue au groupe Mitsubishi (qui possède aussi la mine de cuivre de Yoshioka et la mine de charbon de Takashima). Elle devient alors l'une des plus grandes mines du Japon jusqu'à sa fermeture en 1973 en raison de l'épuisement et de l'altération des minerais. La mine se concentre depuis sur l'activité touristique et plusieurs musées sont ouverts.

## Galerie

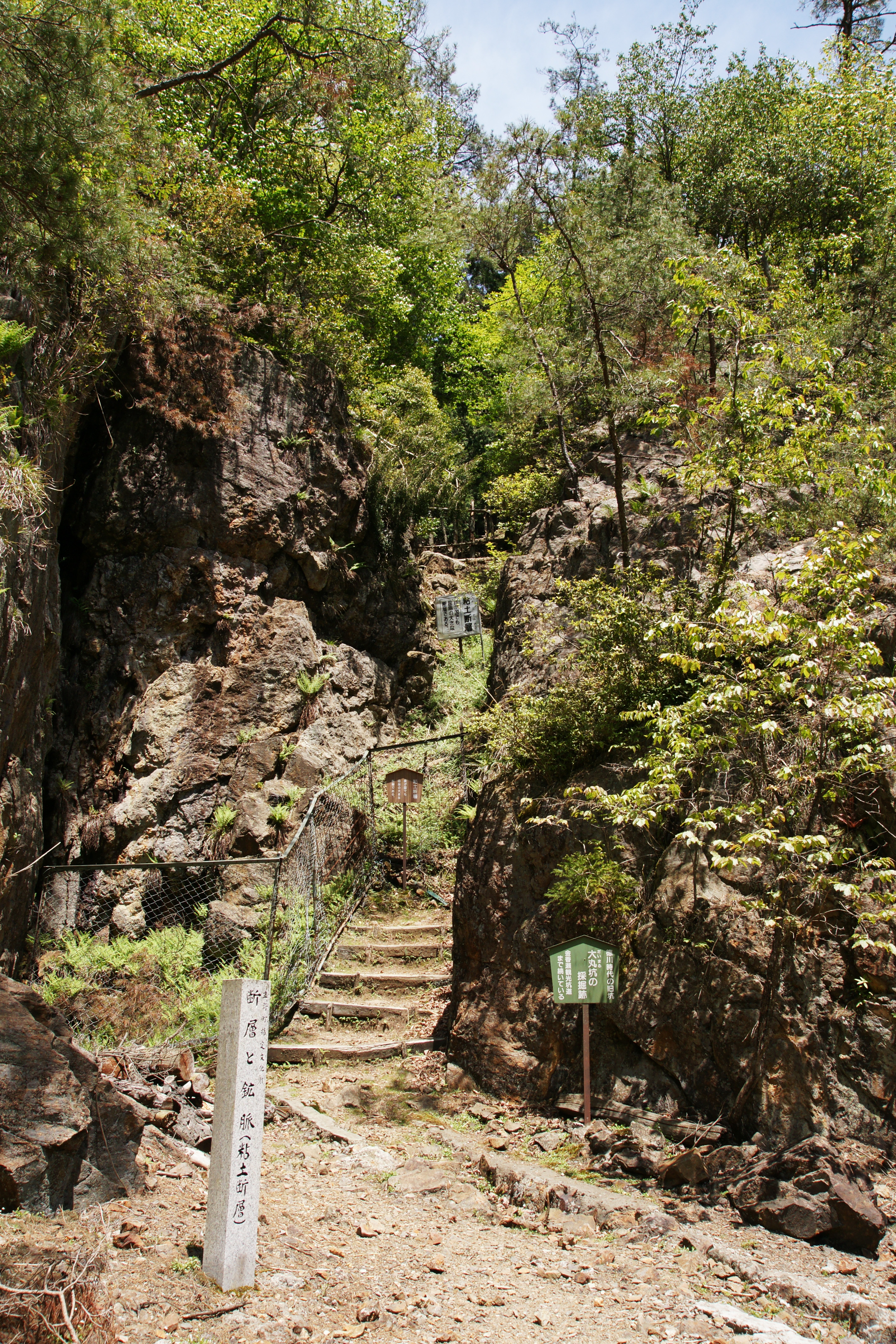
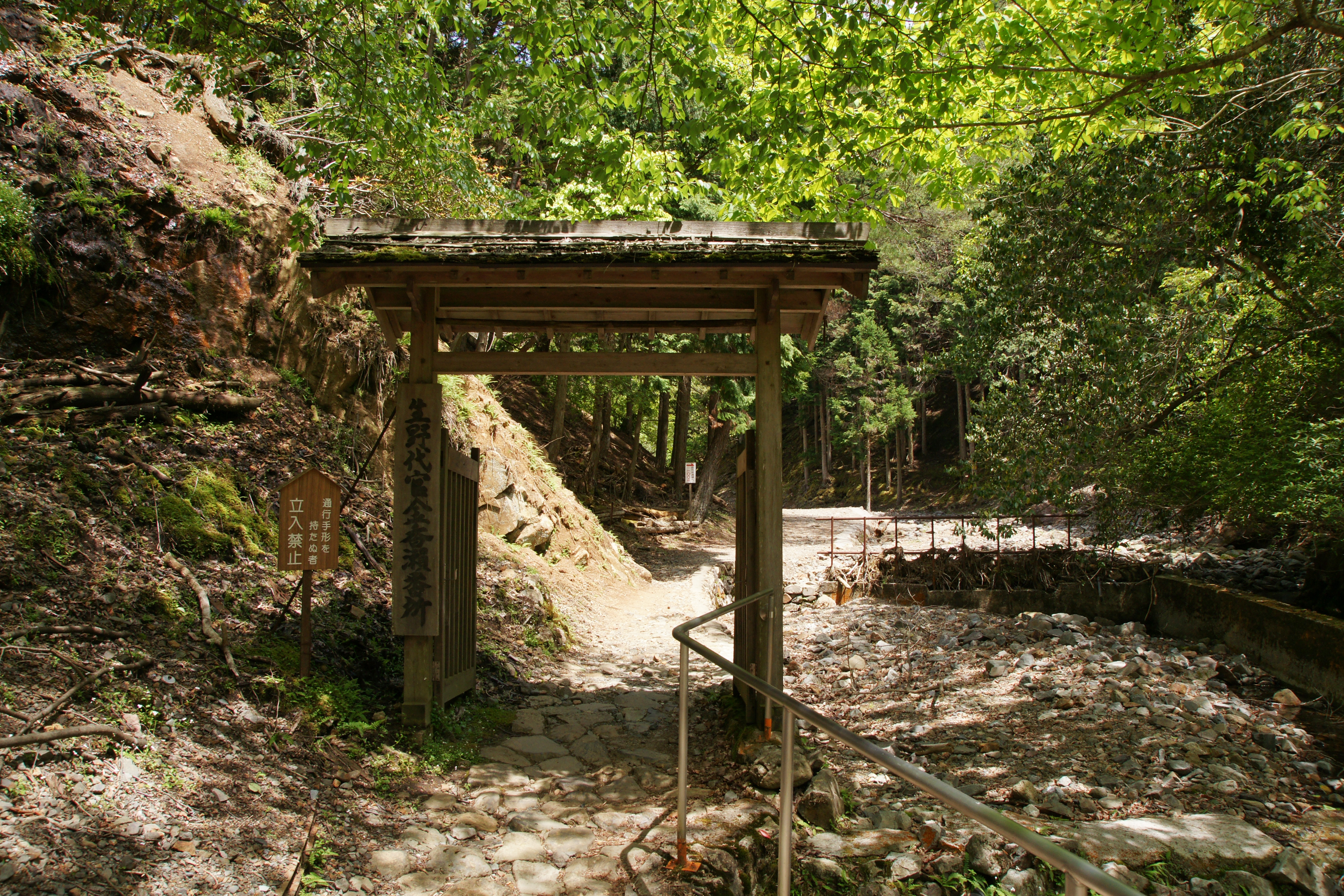
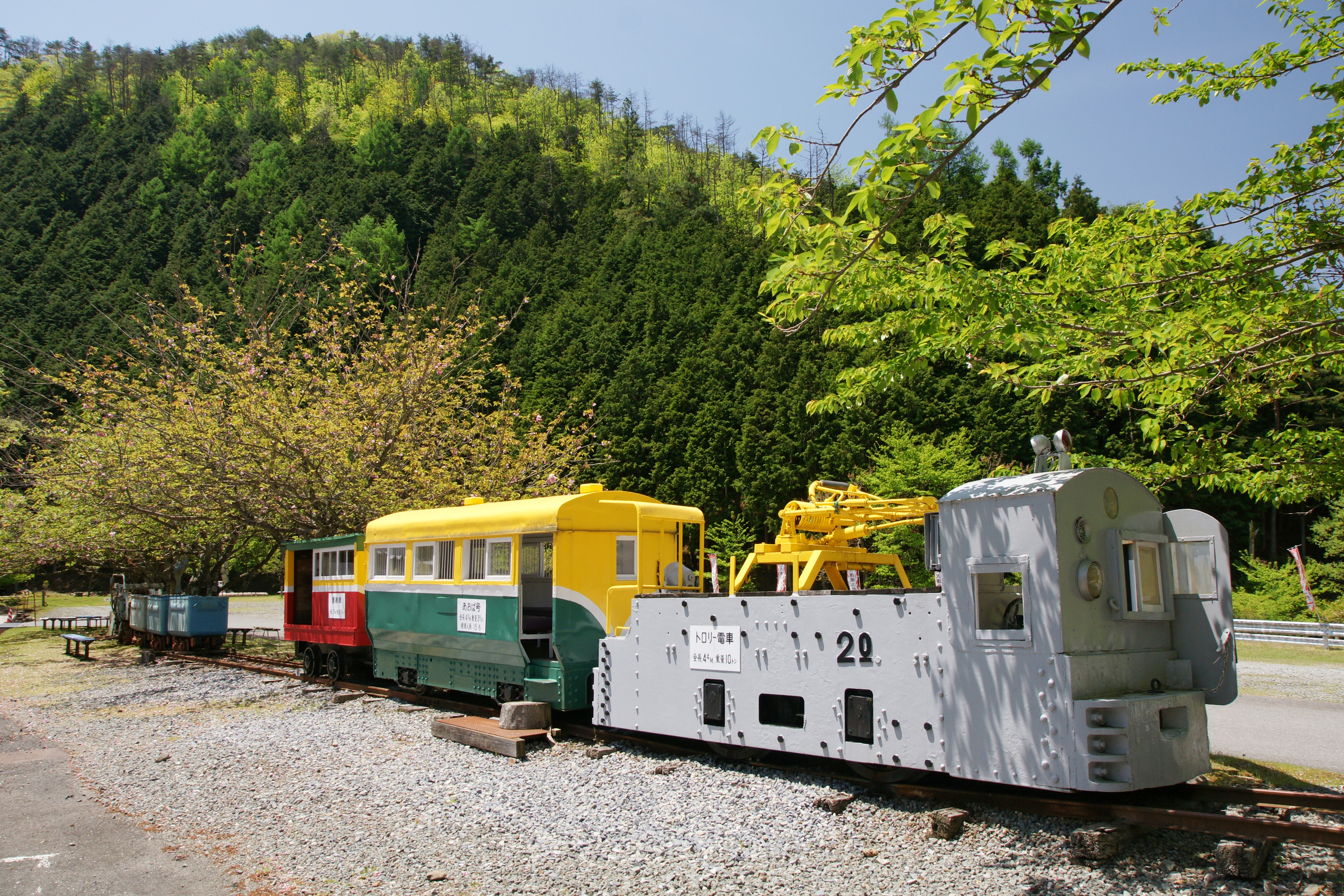
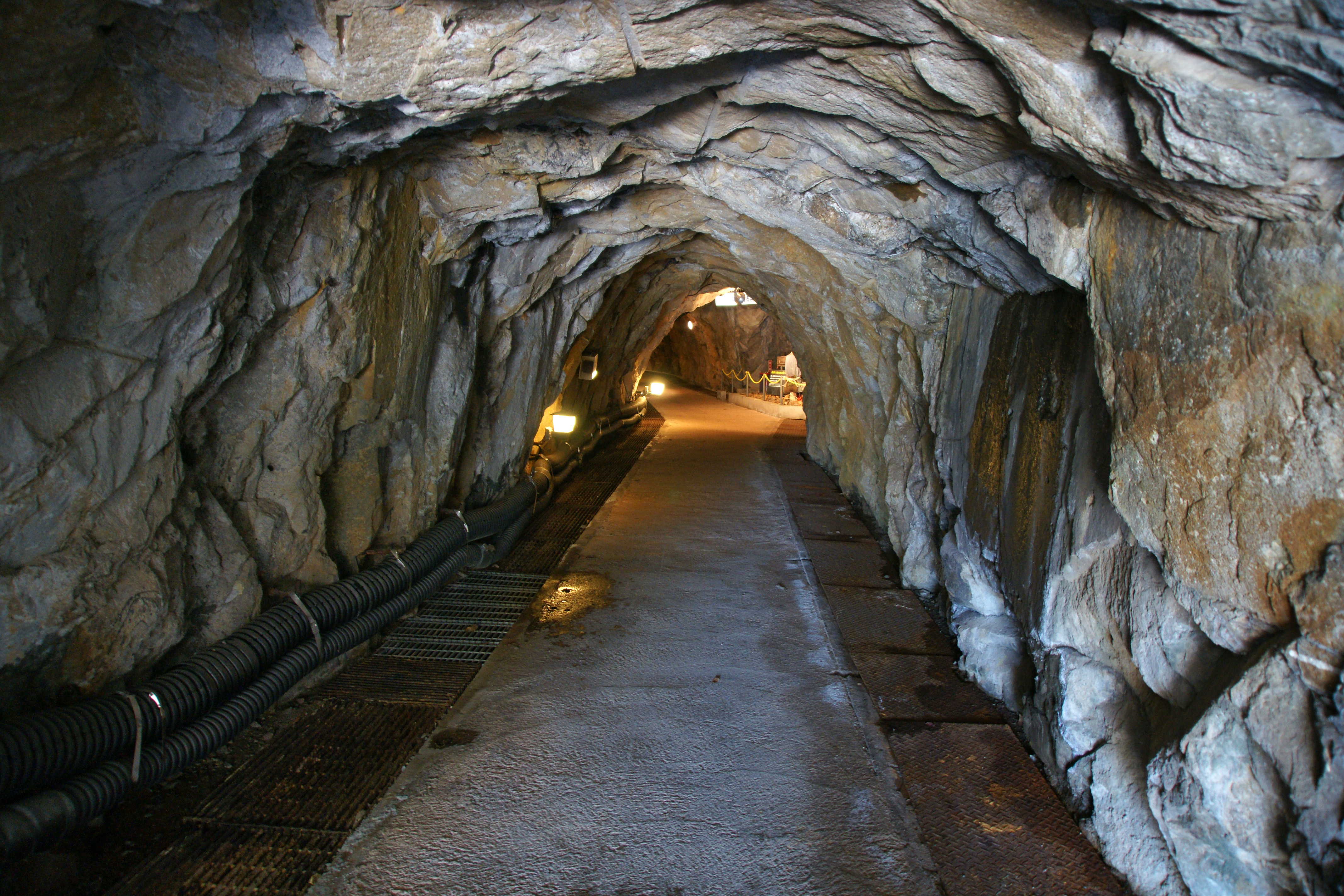
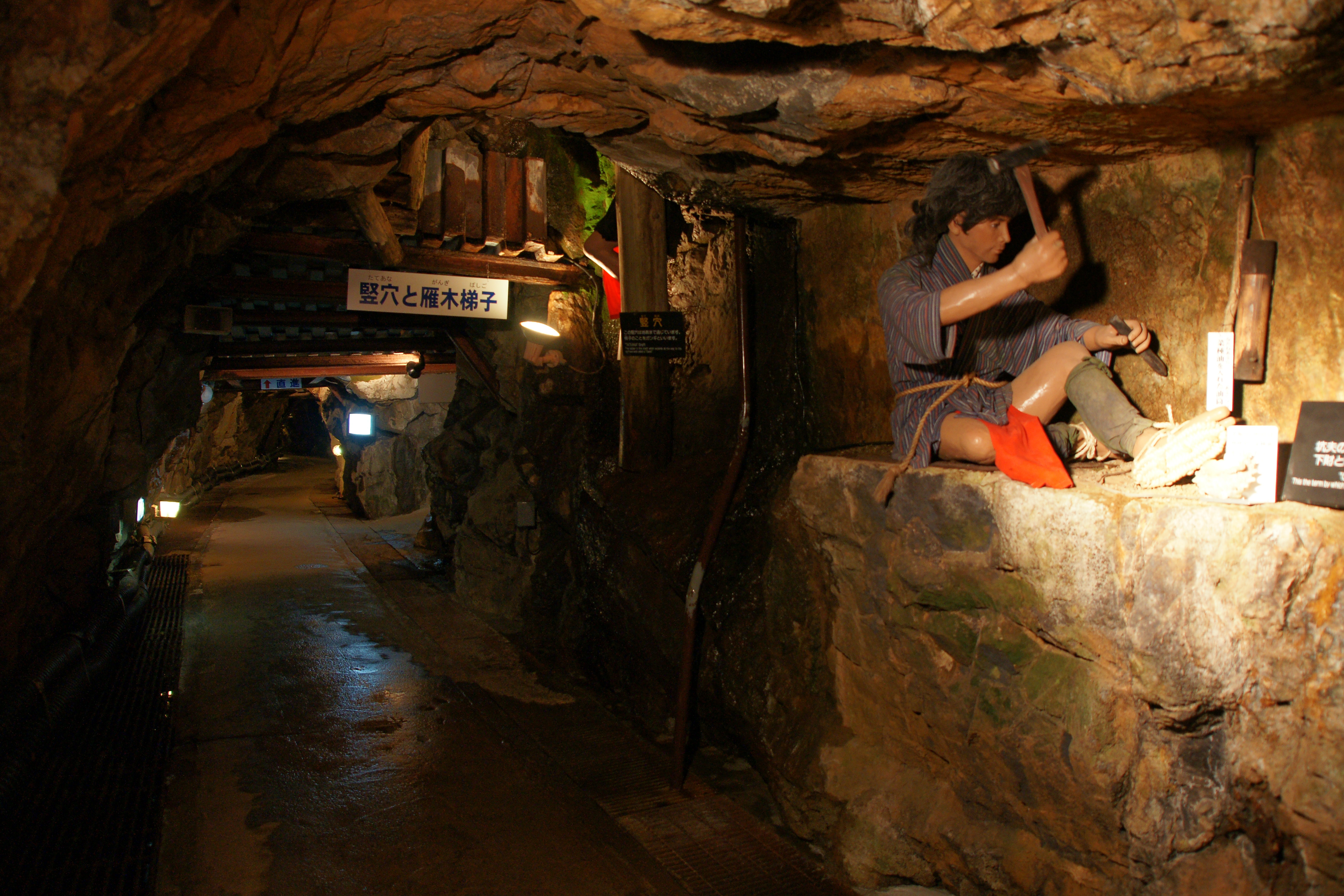
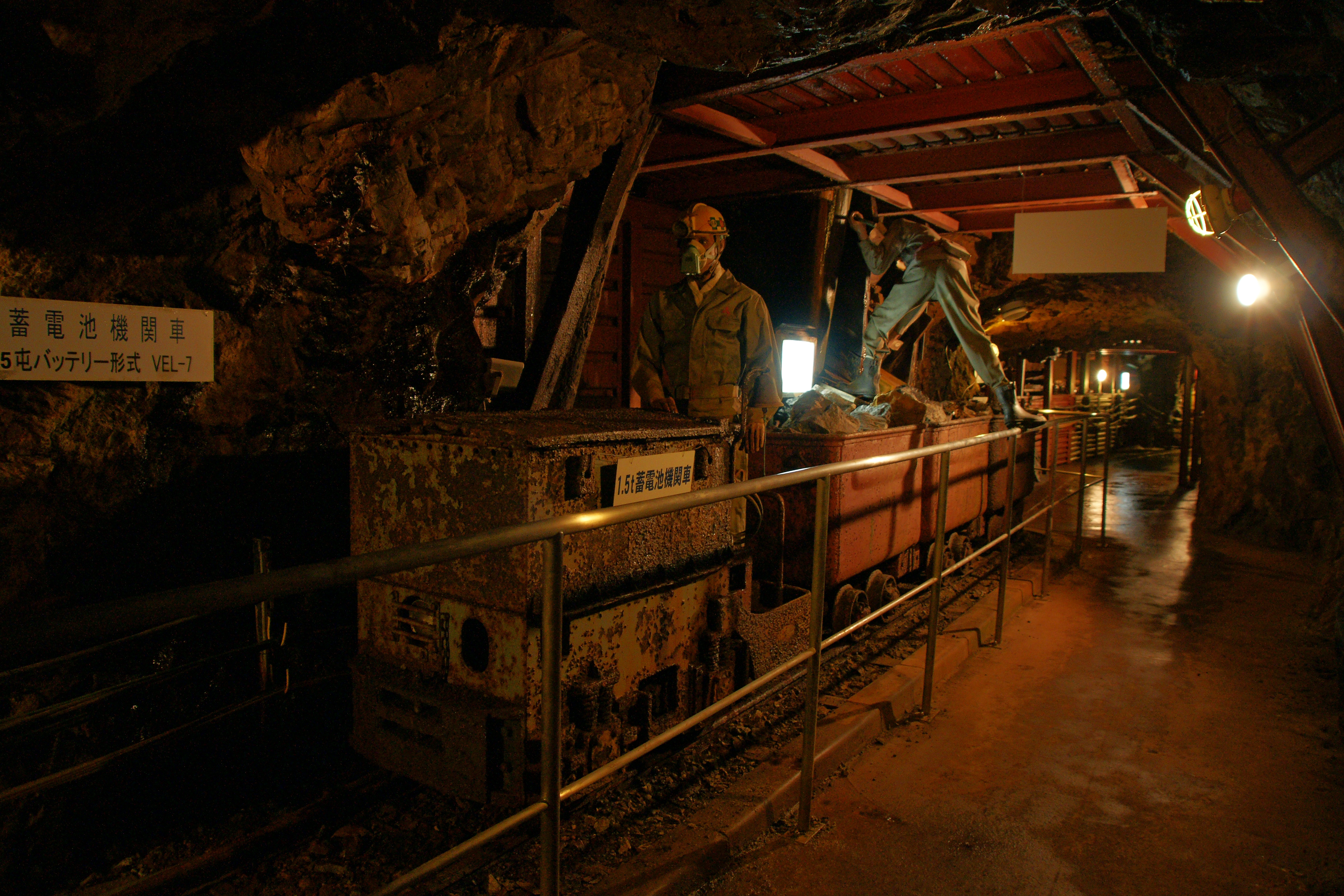
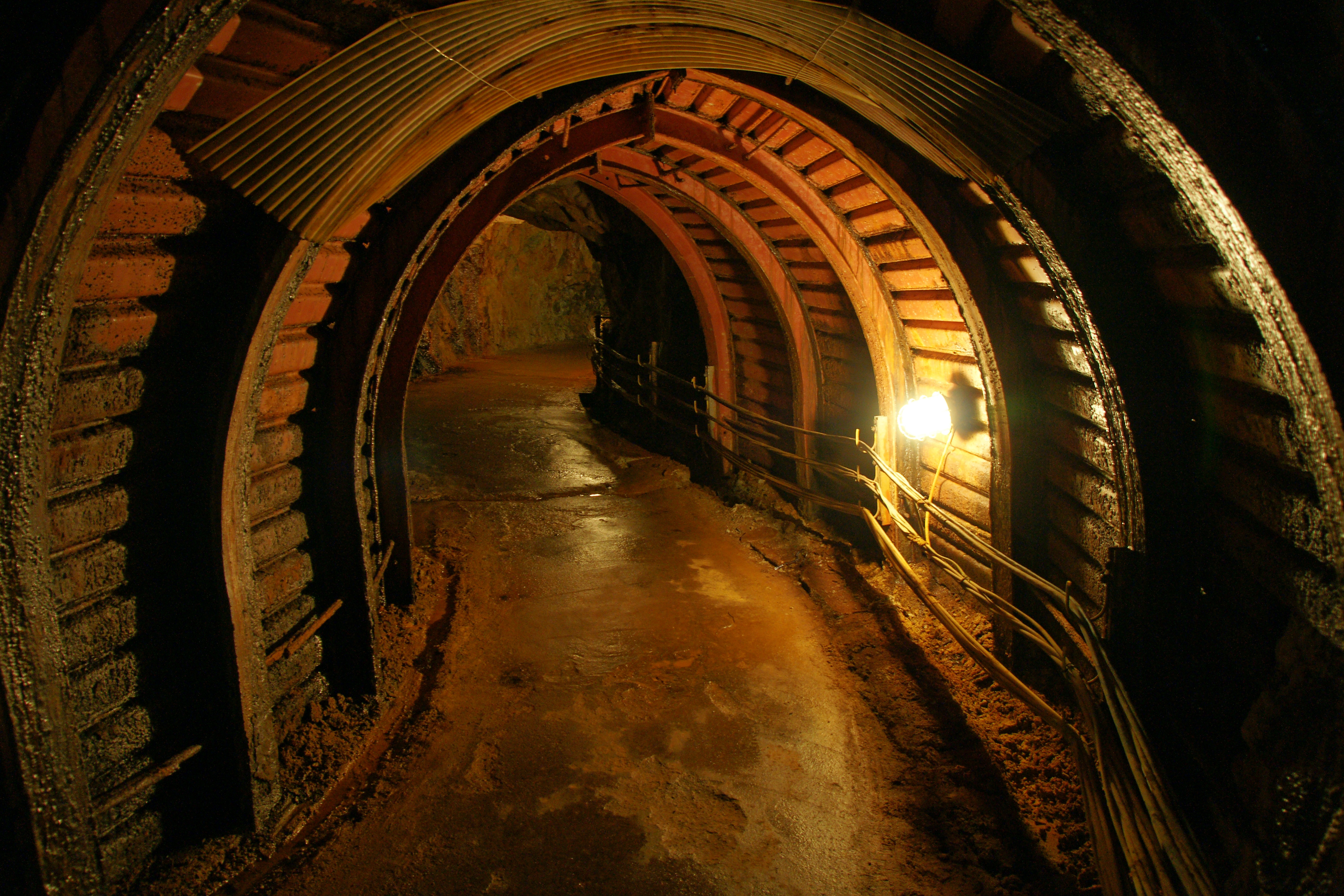
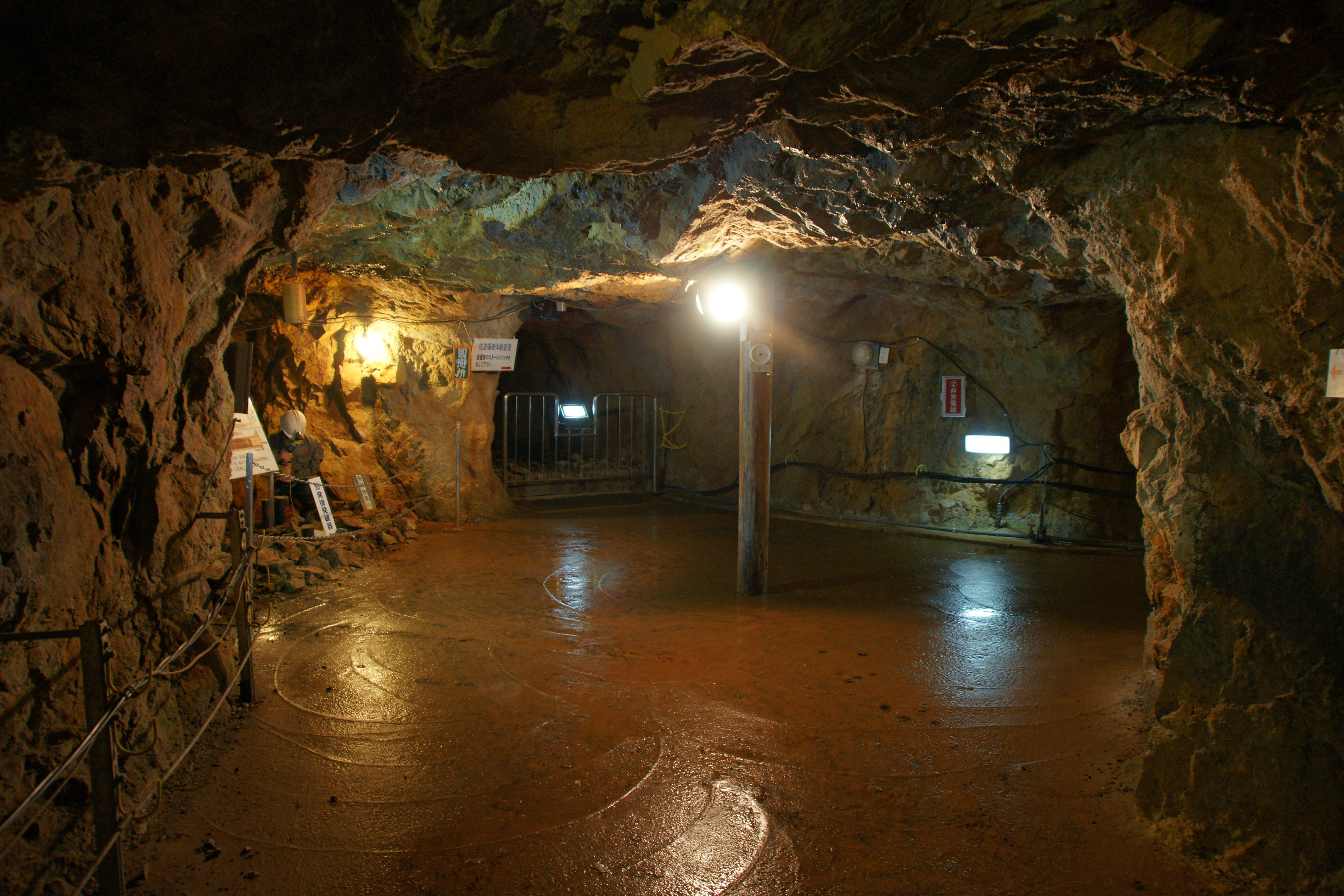
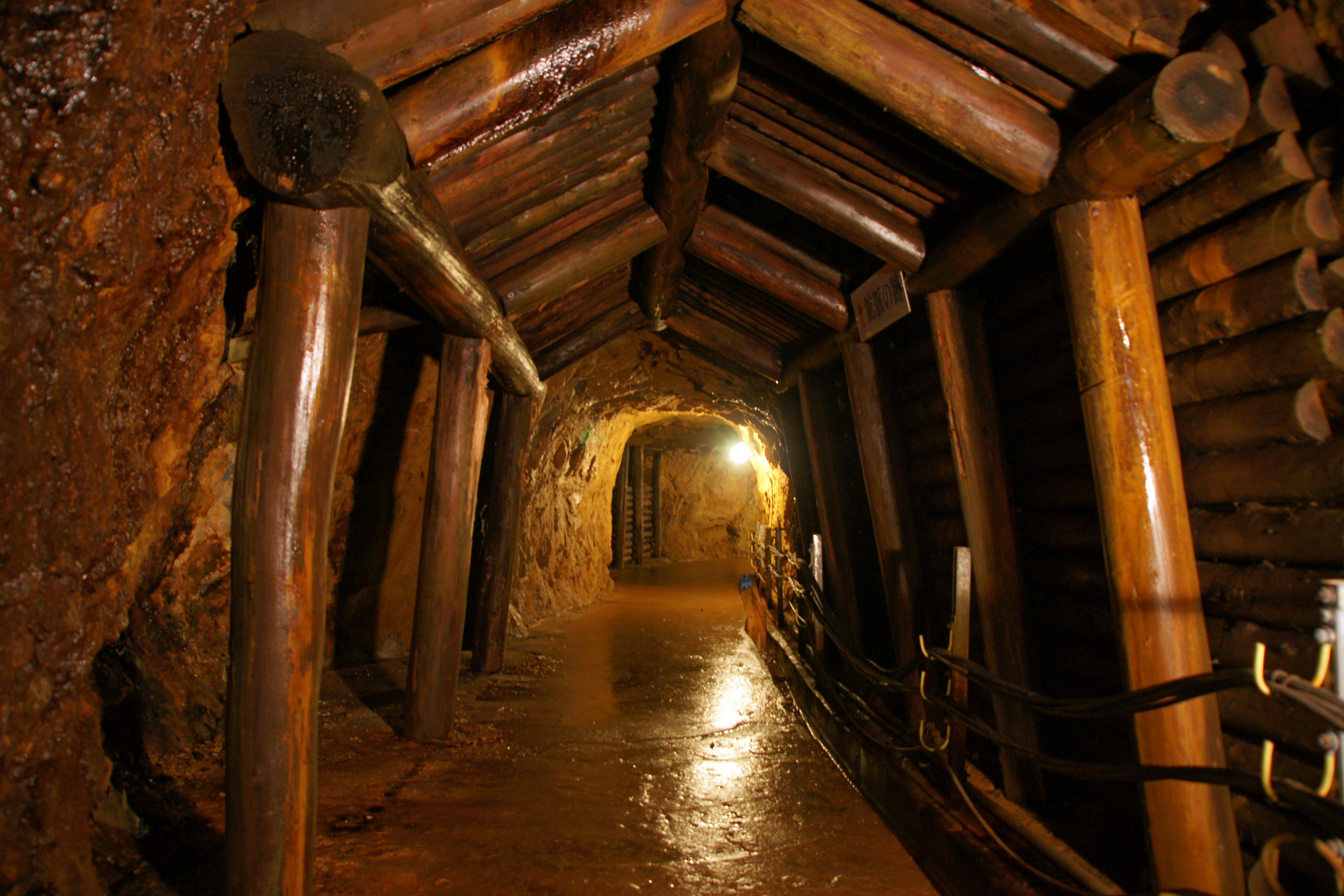
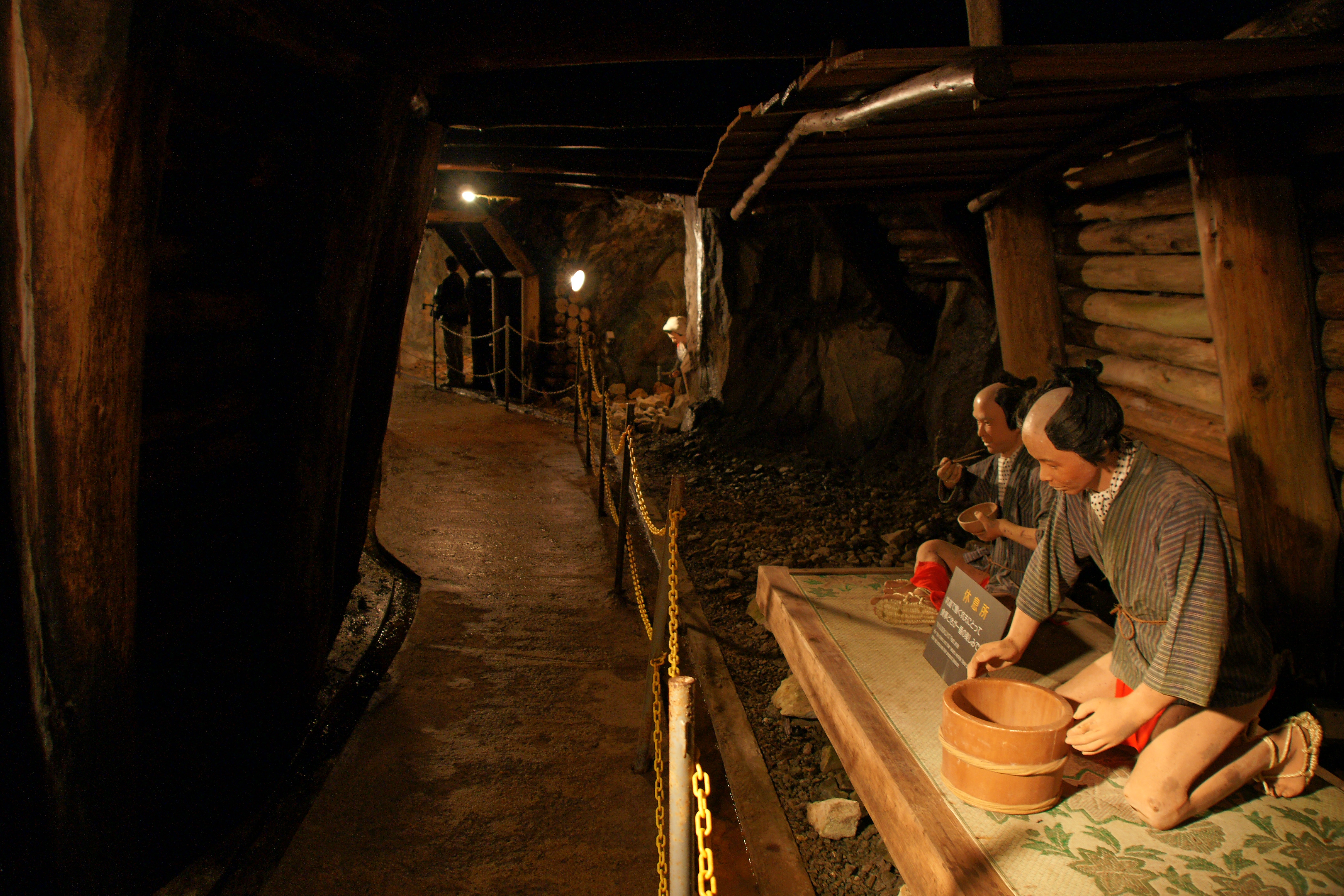
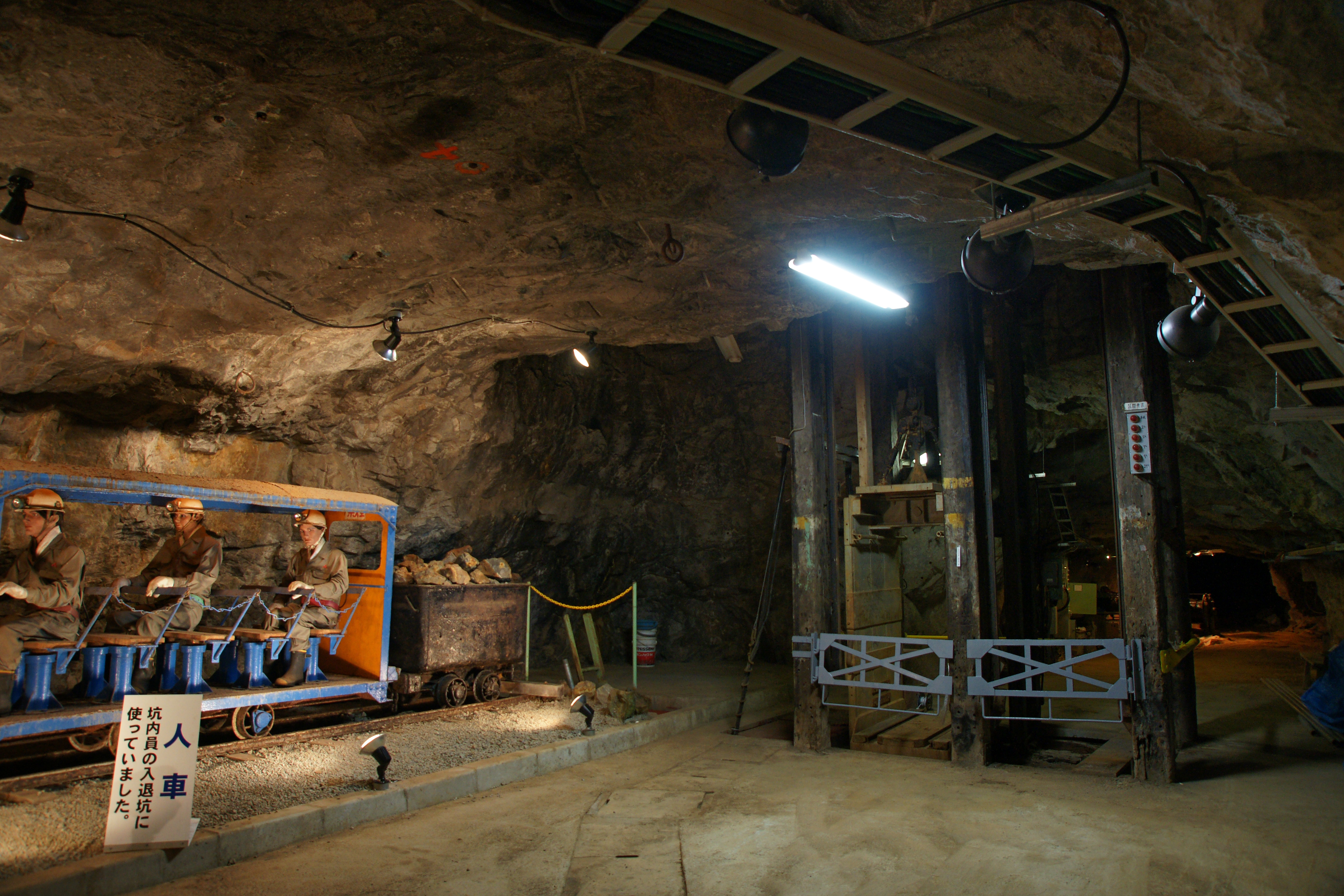
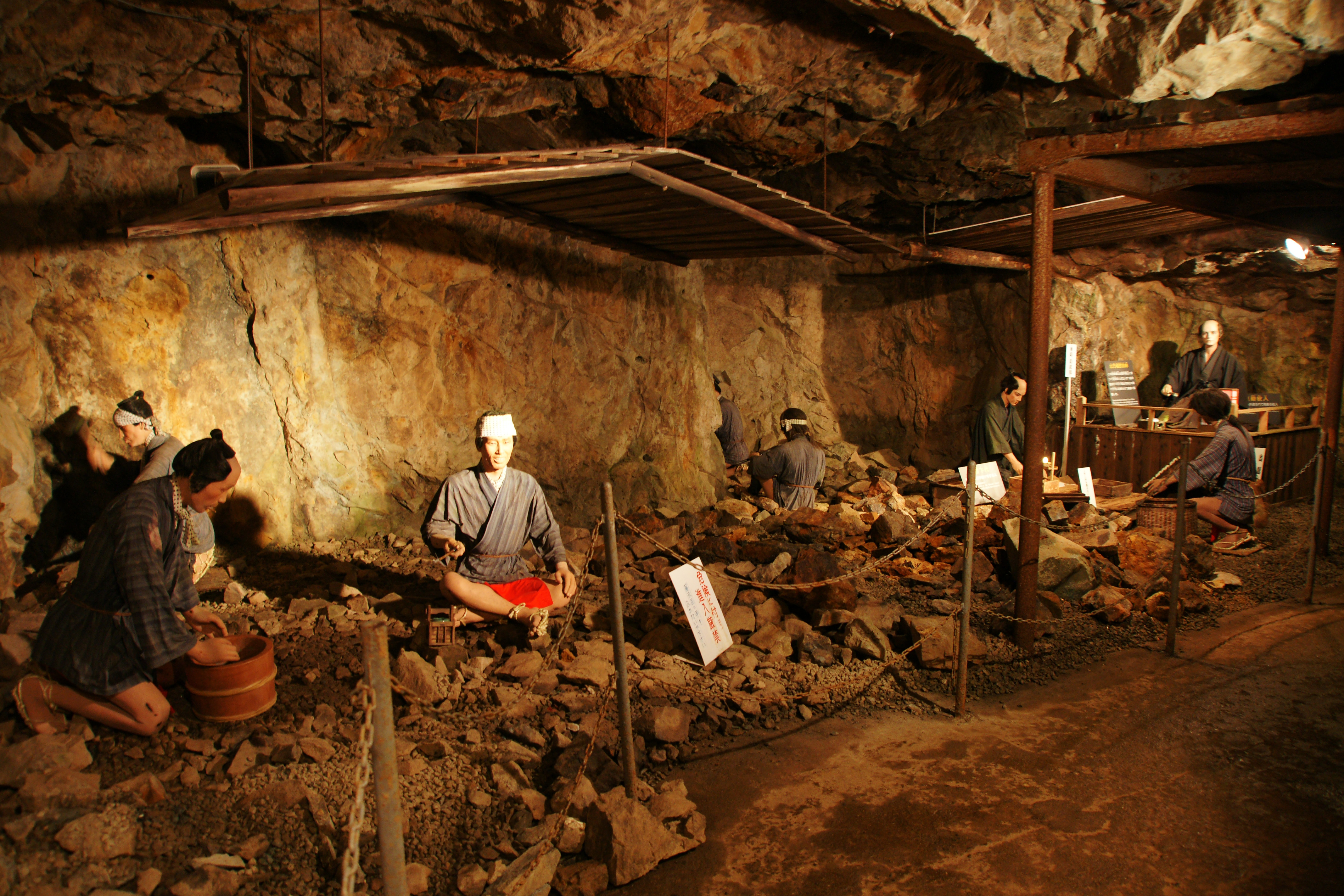
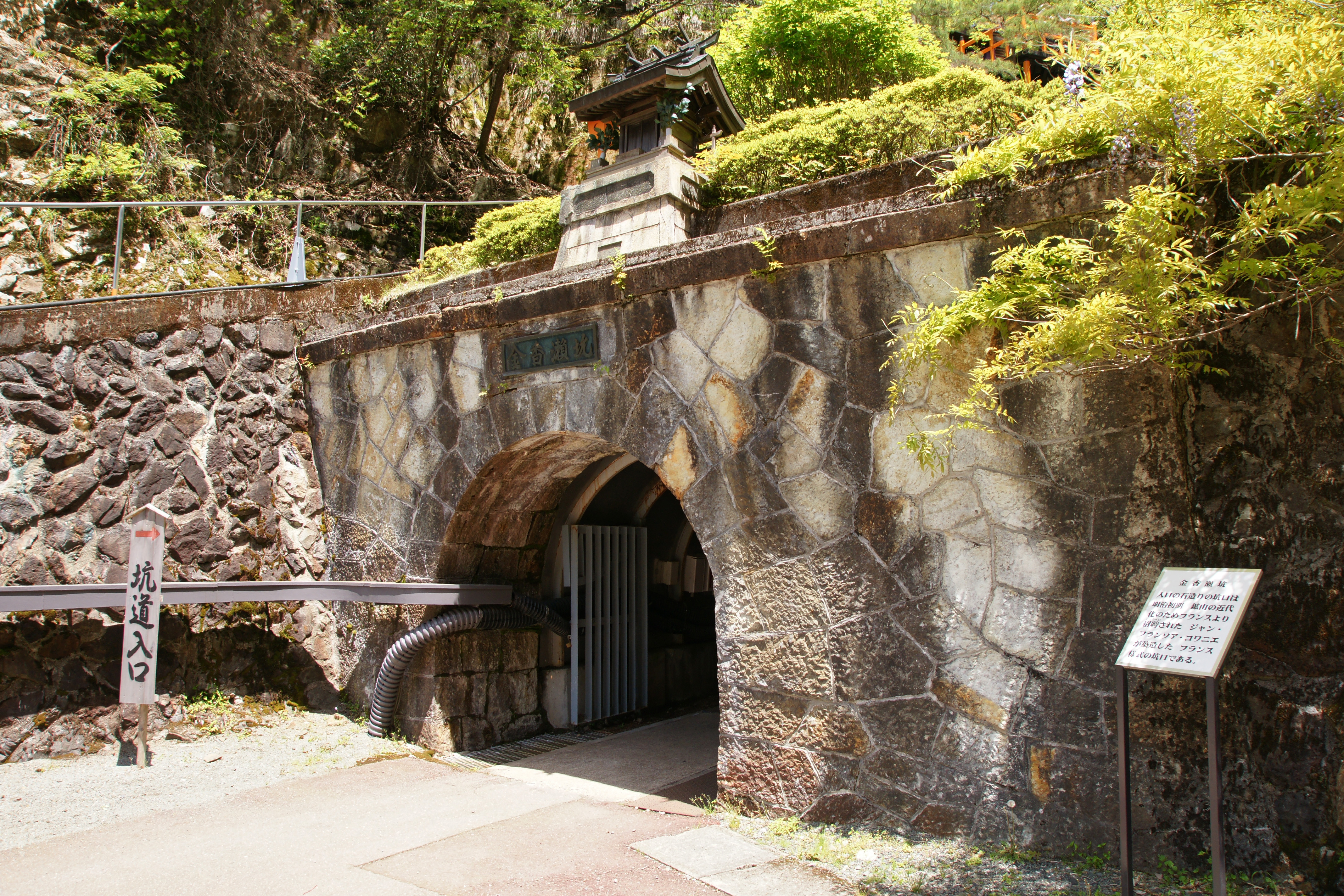
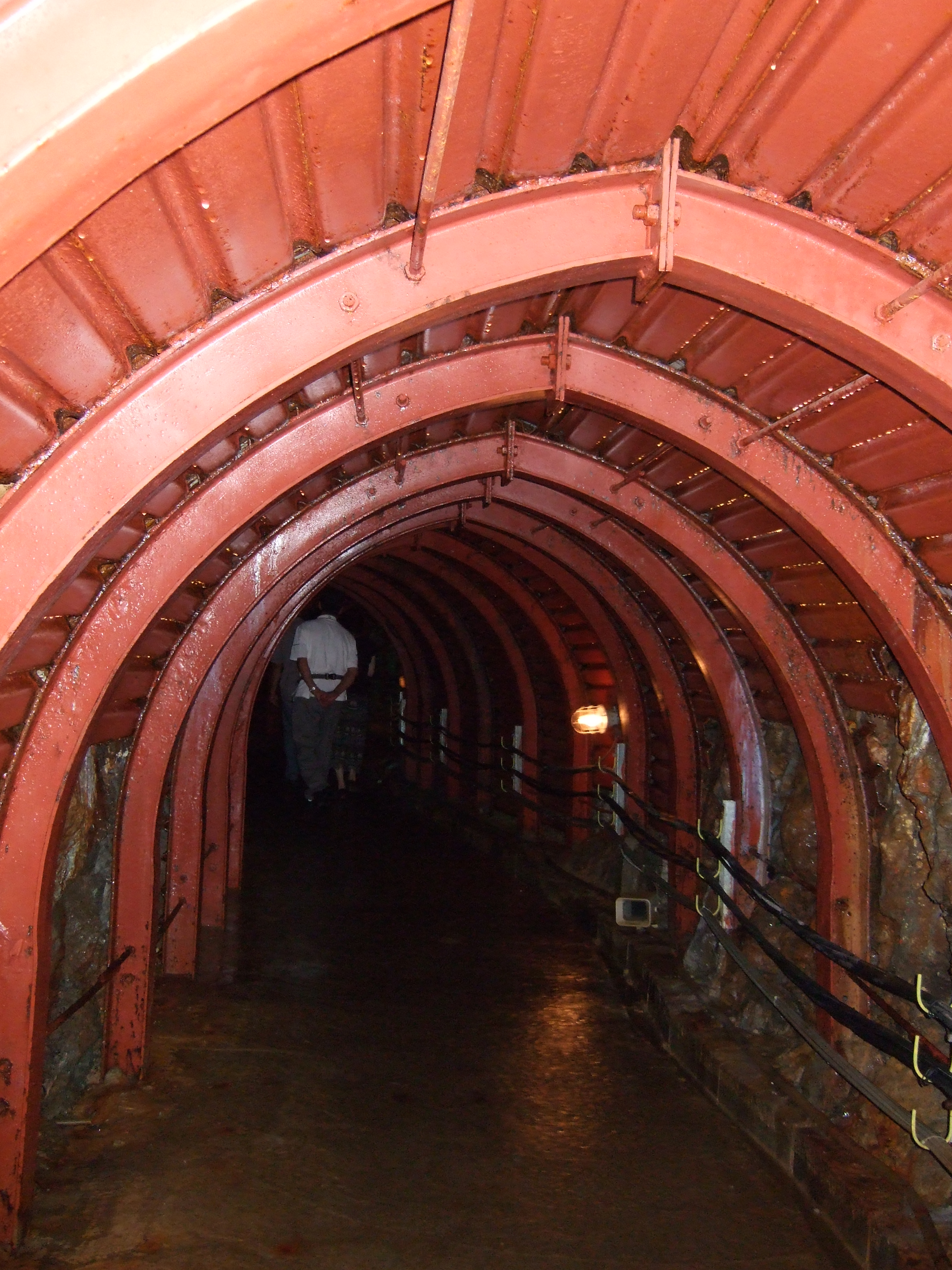
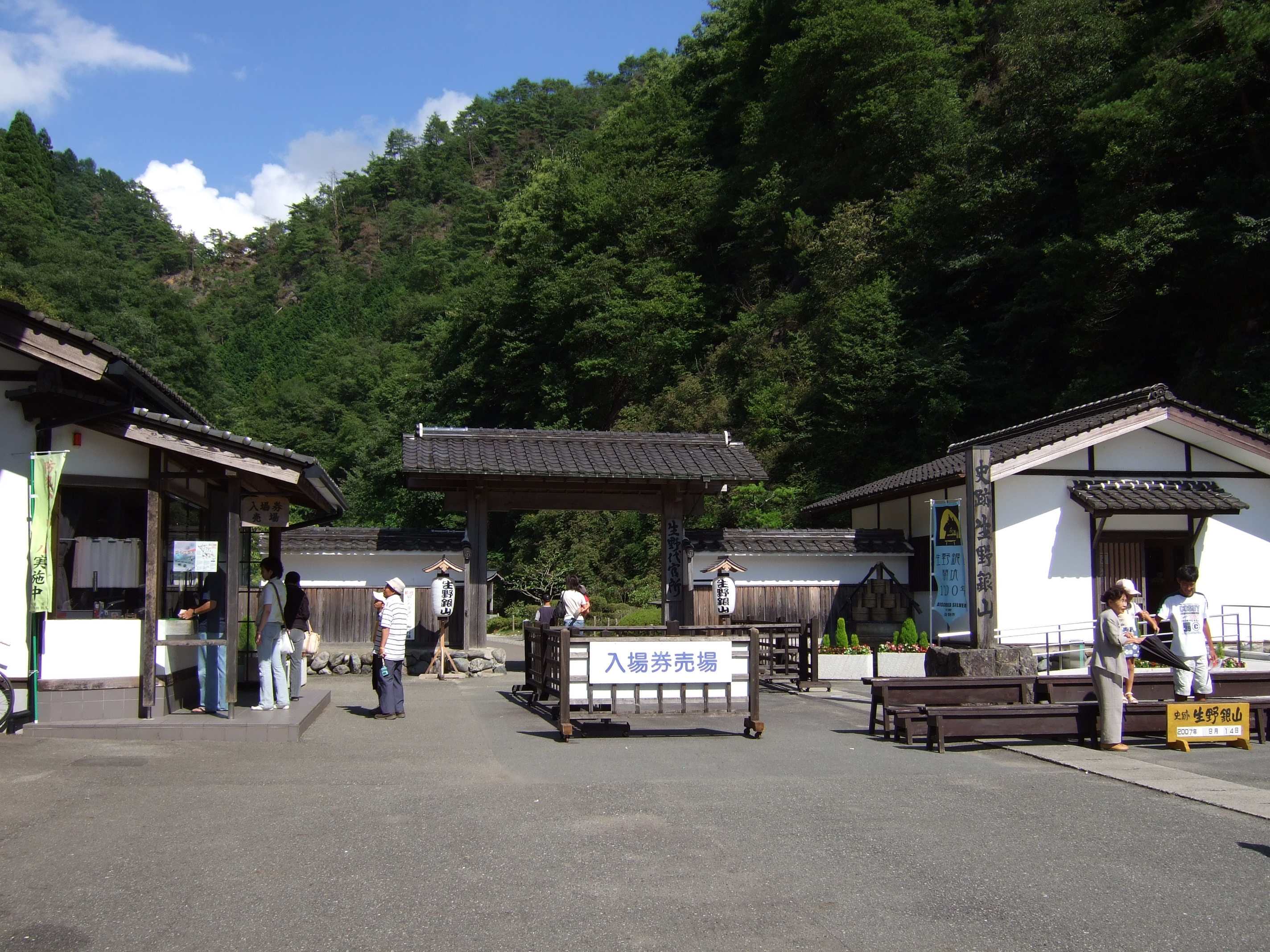
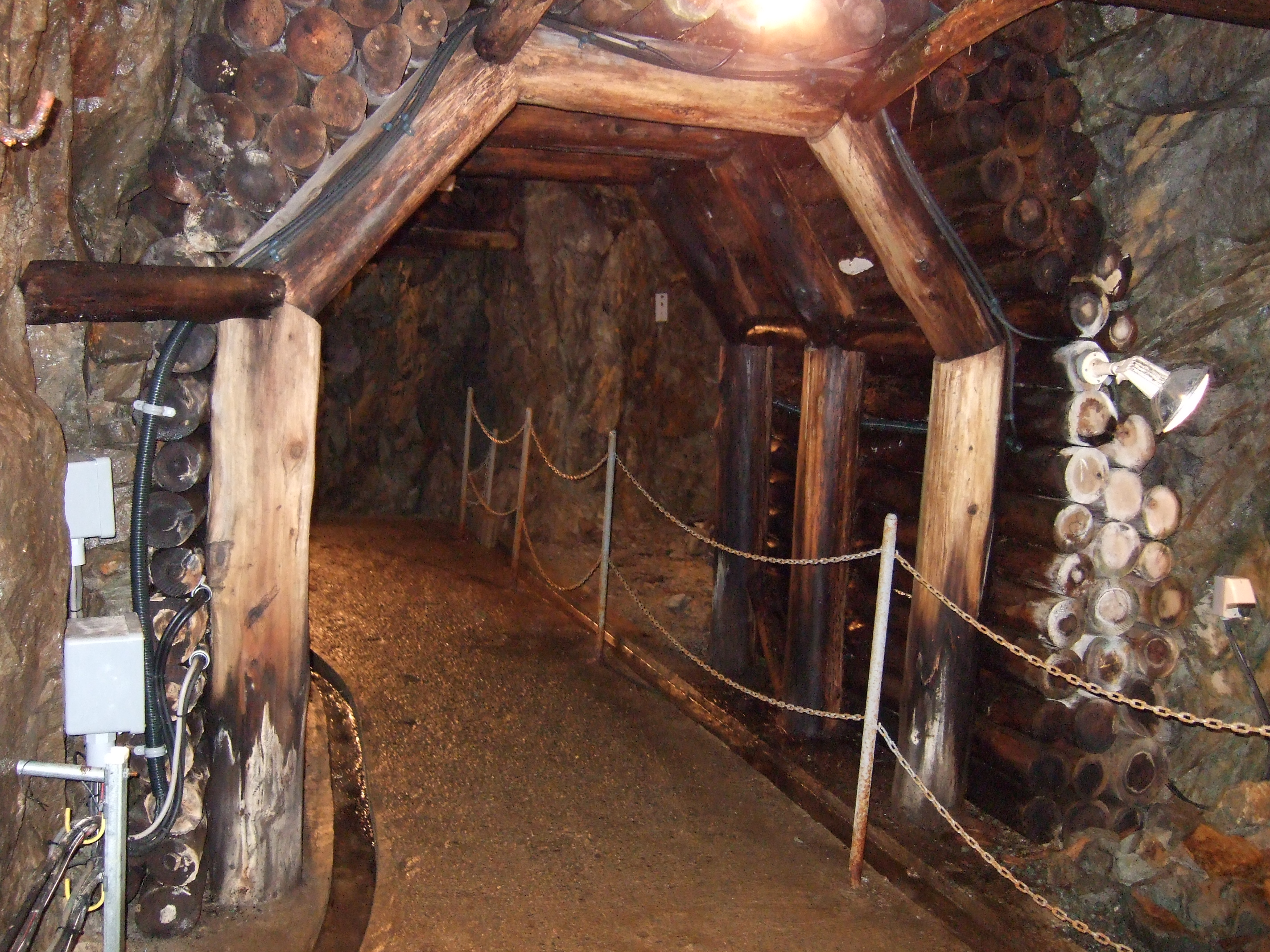
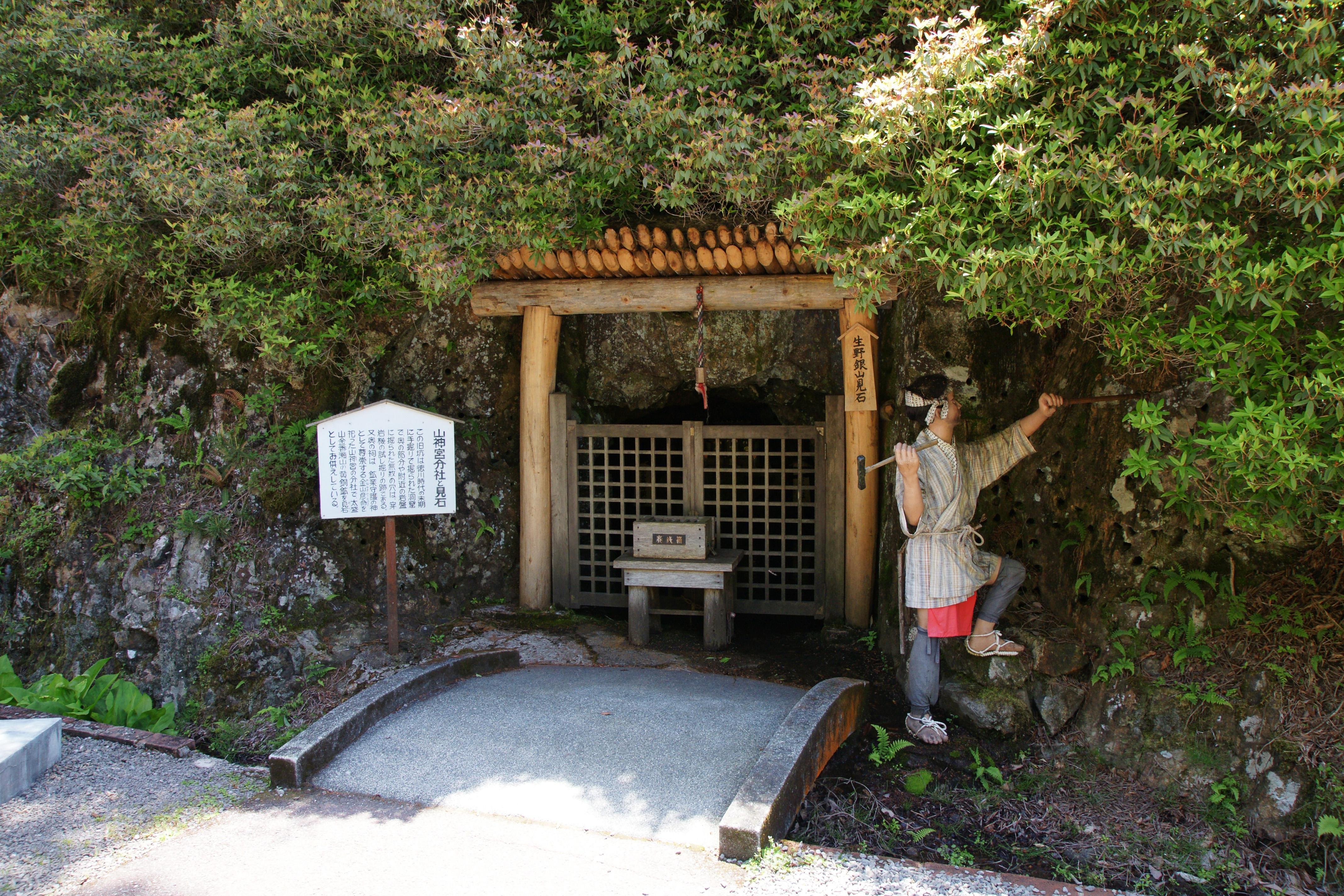
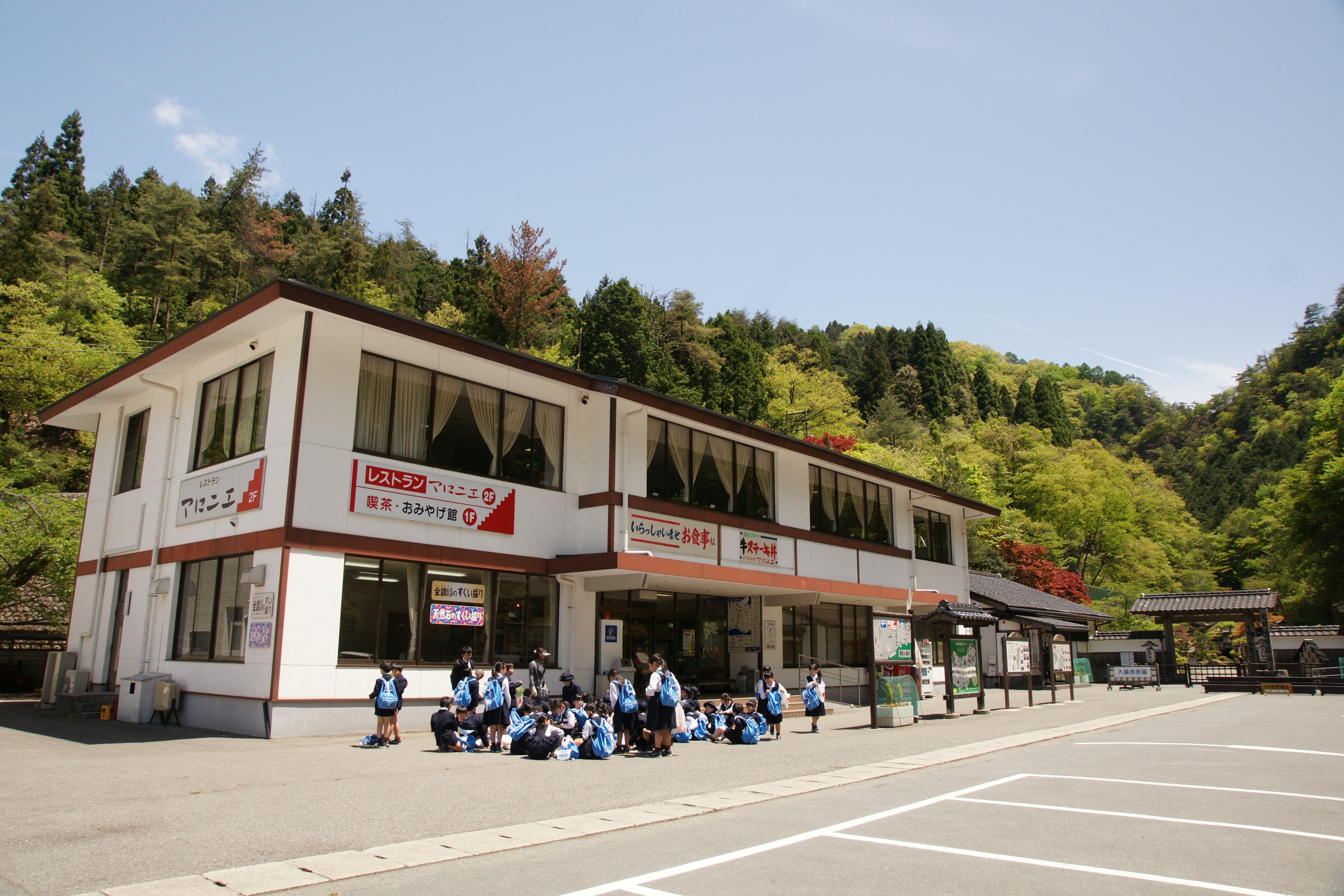
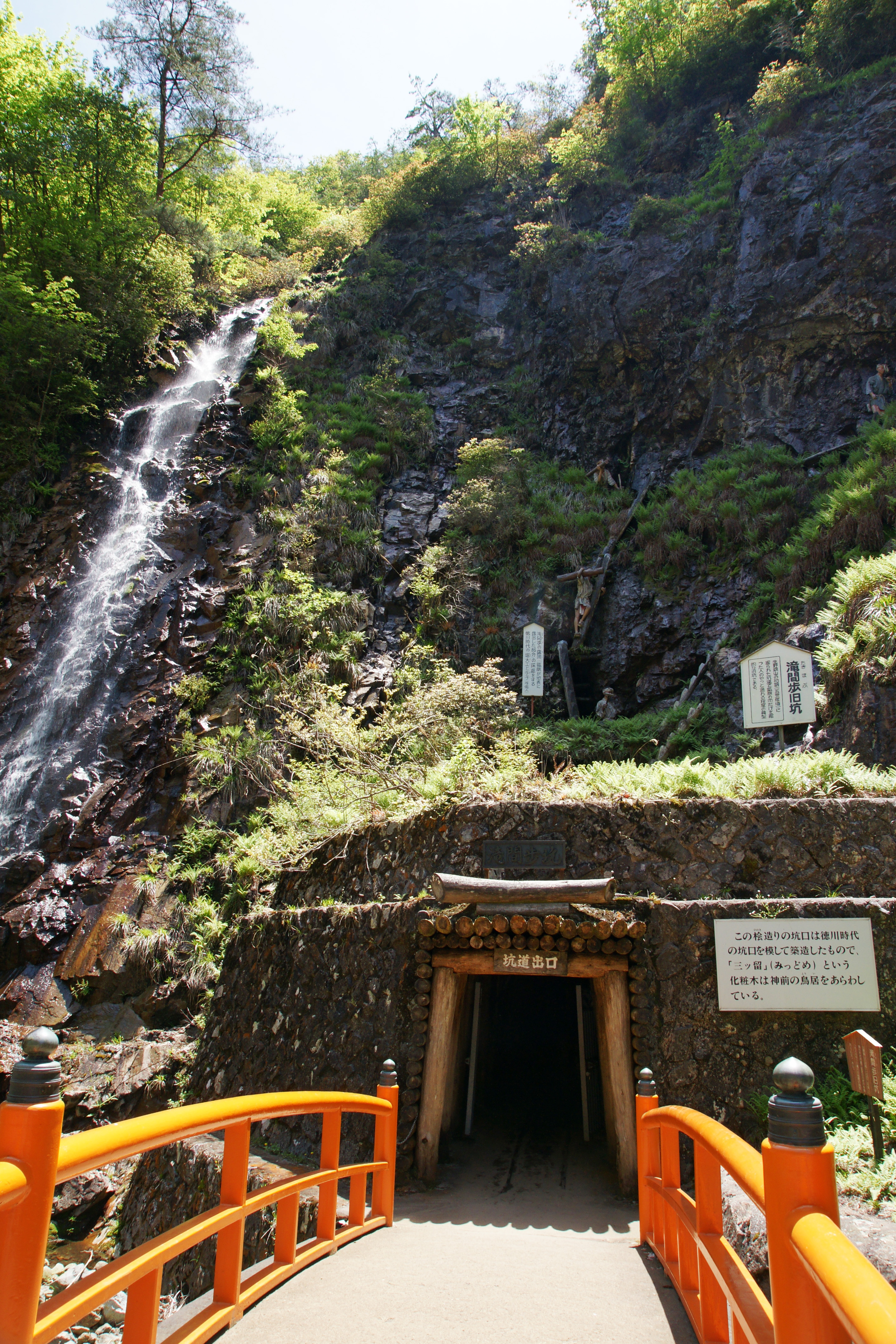